# 蒼萊 (荒巻義雄 艦隊シリーズ)
蒼萊（そうらい）は、荒巻義雄の架空戦記『紺碧の艦隊』に登場する架空の局地戦闘機。
OVA版では特別編として、蒼萊の開発秘話『蒼萊開発物語』が製作された。

## 特徴
この蒼萊は前世大戦末、開発に成功しながら実戦投入が間に合わなかった日本海軍試作十八式局地戦闘機『震電』の転生版として開発された、「高々度単能迎撃戦闘機」である。
開発は「前世転生組のメタ情報」を元に泰山航空工業において開戦前から始まり、照和17年には試作機が飛行に成功している。開発にあたっては前世で『震電』の開発及びテストパイロットを担当した鶴野正敬少佐も後世世界に転生していると考えた海軍首脳はこれを調査し、海軍大分航空隊に所属する航空兵・鶴田正敬こそ転生者と断定し東京に呼ぶが、彼はテストパイロットの資質はあったものの航空工学は全くの素人であった。実は正敬の兄・正親は帝大で航空工学を研究しており、鶴野の魂が2人の兄弟に分かれて転生したことが明らかになった。以降、蒼萊は鶴田兄弟の尽力もあって完成した。当初は全国の海軍防空飛行隊に配備する予定だったが、大量生産に向いた機体ではなかったため、後に「戦時増産型」噴式局地戦闘機『桜花』を全国に配備し、蒼萊は国の要所に配備される事になった。

## 諸元
- 全長:10.56m
- 全幅:11.20m
- 自重:3,725kg
- 最大速度:760km/h（高度 8,700m）
- 実用上昇限度:13,000m以上
- 航続距離:1,200km
- エンジン:東式梅型発動機（排気タービン過給型）
- 推進式:二重反転八葉プロペラ・プッシュ式

## 武装
- 八式57mm機関砲×2（ト式射撃管制器）
- 機首要撃用レーダー

## 蒼萊改
蒼萊改は、架空戦記『紺碧の艦隊』『旭日の艦隊』に登場する架空の噴式局地戦闘機である。

### 特徴
前世試局戦『震電』に存在したとされる「ジェット化構想」を後世の技術革新で実現させた機体。蒼萊のエンジンを噴射推進機関に換装し、推力増加に合わせ設計強度を見直されている。照和20年には配備が始まっていた。
コミック版では単に「噴式蒼萊」と呼称されている。

### 諸元
- 全長:10.00m
- 全幅:11.20m
- 自重:4260kg
- 最大速度:1137km/h
- 航続距離:1360km

## 武装
- 八式57mm機関砲×2
- 空雷:2 ※必要に応じて装備可能

## 劇中での活躍
蒼萊
先行生産型16機が土浦航空基地に「首都防空飛行団」として配備されて間もない照和17年4月18日、中国麗水（リーショイ）飛行場より発進し日本本土に来襲した米軍超重爆撃機『B-30』のうち、列島に沿って高度一万メートルで北上し帝都に接近した13機を高度一万三千メートルからの逆落とし襲撃で全滅させることに成功。その圧倒的性能を見せつけたため、陸軍同意の下、防空戦闘機として「戦時大量生産」が即時決定した。
蒼萊改
照和20年12月の独重爆撃機ヨルムンガンド来襲の際、二波に別れ帝都に侵攻してきた内の一波を佐渡ヶ島駐留の迎撃部隊が本機編隊で新潟上空で交戦し殲滅した。因みに、原作では桜花迎撃部隊と共に北海道防空部隊所属機も要撃に上がっている。
また、4年後のアイスランド沖海戦においては（旭日の艦隊）、イーサ泊地に駐屯していた部隊が基地対空砲と連携して独重爆部隊を壊滅させている。

## メディア毎の相違
陸上機ではあるがコミック版終盤のトリスタン・ダ・クーナ島撤収の際には艦載機として使われたこともあった（原作では単に艦載機としか書かれていない）。
OVAでは外観に大きな変化はないが第13巻に登場した噴式蒼萊は曳光弾の航跡から機関砲が4門装備されていることがわかる(前世震電と同じ30mm前後と推測される)。また劇中では空雷は使用していない(使用したのは光武改である)。なお、DVD版2巻の特典映像では後世ブルーインパルス仕様のカラーリングで編隊飛行をしているイラストが掲載されている。